# Vesela jesen 1972
VI. Vesela jesen je potekala 30. septembra 1972 v dvorani B mariborskega sejmišča v organizaciji Zavoda Stadion. Prireditev sta vodila Metka Šišernik-Volčič in Saša Veronik. Orkestru sta dirigirala Berti Rodošek in Edvard Holnthaner.

## Tekmovalne skladbe
| #   | Izvajalec                      | Naslov pesmi                       | Avtor besedila        | Avtor glasbe              | Avtor aranžmaja   | Nagrade                                                     |
| --- | ------------------------------ | ---------------------------------- | --------------------- | ------------------------- | ----------------- | ----------------------------------------------------------- |
| 1.  | Sestri Kumer                   | Pa keko teko mi ga pijemi fsi radi | Lev Svetek            | Borut Lesjak              | Borut Lesjak      |                                                             |
| 2.  | Kvartet Slavija 5              | Klip, klap, klop                   | Miroslav Slana        | Boris Rošker              | Edvard Holnthaner | nagrada za besedilo                                         |
| 3.  | Janko Pipan                    | Pijančkov teden                    | Marička Cilenšek      | Milan Cilenšek            |                   |                                                             |
| 4.  | Karli Arhar                    | Štajerska jesen                    | Jože Kreže            | Jože Kreže                | Edvard Holnthaner | 3. nagrada občinstva                                        |
| 5.  | Jože Kobler                    | Spomin na Marjano                  | Peter Arnold          | Jože Kobler               |                   | 2. nagrada občinstva                                        |
| 6.  | Marjetka Falk                  | Živeja je en coprnjak              | Miroslav Slana        | Boris Rošker, Slavko Žula | Tomaž Habe        |                                                             |
| 7.  | Edvin Fliser                   | Ne misli nanj                      | Lev Svetek            | Konrad Doler              | Jure Robežnik     |                                                             |
| 7.  | Edvin Fliser                   | Danes in nekoč                     | Elza Budau            | Konrad Doler              | Jure Robežnik     |                                                             |
| 8.  | Alenka Pinterič                | Teta iz Amerike                    | Jože Miljutin Turnšek | Jože Miljutin Turnšek     | Tomaž Habe        |                                                             |
| 9.  | New Swing Quartet              | Ti, jaz, mi, vi                    | Aleš Kersnik          | Aleš Kersnik              | Dečo Žgur         |                                                             |
| 10. | Janko Ropret                   | Ob tisti tihi uri                  | Elza Budau            | Branko Weissbacher        | Bojan Adamič      |                                                             |
| 11. | Alfi Nipič & New Swing Quartet | Bolfenk                            | Marjan Stare          | Berti Rodošek             | Berti Rodošek     | zlati klopotec, 1. nagrada občinstva, najbolj vedra popevka |
| 12. | Irena Kohont                   | Nuoč                               | Elda Vogrig           | Faustino Nazzi            | Jure Robežnik     |                                                             |
| 13. | Kvartet Radia Murska Sobota    | Marika, vej boš moja               | Dezider Cener         | Dezider Cener             | Dečo Žgur         |                                                             |
| 14. | Braco Koren                    | Draga naimam sraiče na tem svaiti  | Dušan Velkaverh       | Dušan Porenta             | Bojan Adamič      |                                                             |
| 15. | Ivo Mojzer                     | Pustita nam rože                   | Clodig Aldo           | Rinaldo Luszach           | Mojmir Sepe       |                                                             |
| 16. | Janko Ropret                   | Moje mesto                         | Kajetan Kovič         | Branko Weissbacher        | Bojan Adamič      |                                                             |
| 17. | Eva Sršen                      | Poštevanka ljubezni                | Olga Zorko            | Branko Weissbacher        | Mojmir Sepe       |                                                             |

1. ↑  Psevdonim Dušana Velkaverha.
2. ↑  Nagrada strokovne žirije.